# Liste der württembergischen Gesandten in den Niederlanden
Dies ist eine Liste der Gesandten des Herzog-, (ab 1803) Kurfürstentum und (ab 1806) Königreich Württemberg in Den Haag.
Die Gesandten waren jeweils akkreditiert in der Republik der Vereinigten Niederlande (bis 1795), der Batavischen Republik (bis 1806), dem Königreich Holland (bis 1810), dem Königreich der Vereinigten Niederlande (bis 1839) und dem Königreich der Niederlande (ab 1839). 

## Gesandte
1787 Aufnahme diplomatischer Beziehungen
- 1787 – 1798: Hauptmann von Penasse, Geschäftsträger
- 1798 – 1799: Contamine, Geschäftsträger
- 1799 – 1805: Johann Christian Friedrich von Hügel, Ministerresident
- 1807 – 1807: Johann Chévalier von Harmensen, außerordentlicher Gesandter und Minister
- 1807 – 1808: Christoph Erdmann von Steube, außerordentlicher Gesandter und Minister
- 1808 – 1808: Friedrich Eckbrecht von Dürckheim-Montmartin, außerordentlicher Gesandter und bevollmächtigter Minister
- 1808 – 1810: Christoph Erdmann von Steube, außerordentlicher Gesandter und bevollmächtigter Minister

1810 – 1814: Unterbrechung der Beziehungen
- 1814 – 1815: Friedrich August Gremp von Freudenstein, außerordentlicher und bevollmächtigter Minister
- 1815 – 1839: August Freiherr von Wächter, Generalkonsul, Geschäftsträger, Ministerresident
- ca. 1843: Woellwarth von Reinhardt, Ministerresident
- 1844 – 1848: Freiherr von Pfeil, Ministerresident,

1848: Auflösung der Gesandtschaft